# Provincia di Cremona
La provincia di Cremona è una provincia italiana della Lombardia di 354 200 abitanti che confina a nord con la provincia di Bergamo e la provincia di Brescia, a est con la provincia di Mantova, a sud con l'Emilia-Romagna (provincia di Parma, provincia di Piacenza), a ovest con la provincia di Lodi e con la città metropolitana di Milano.

## Circoscrizioni

Le circoscrizioni agrarie tradizionali della Provincia di Cremona: Crema giallo, Soresina rosso, Cremona verde, Casalmaggiore blu.

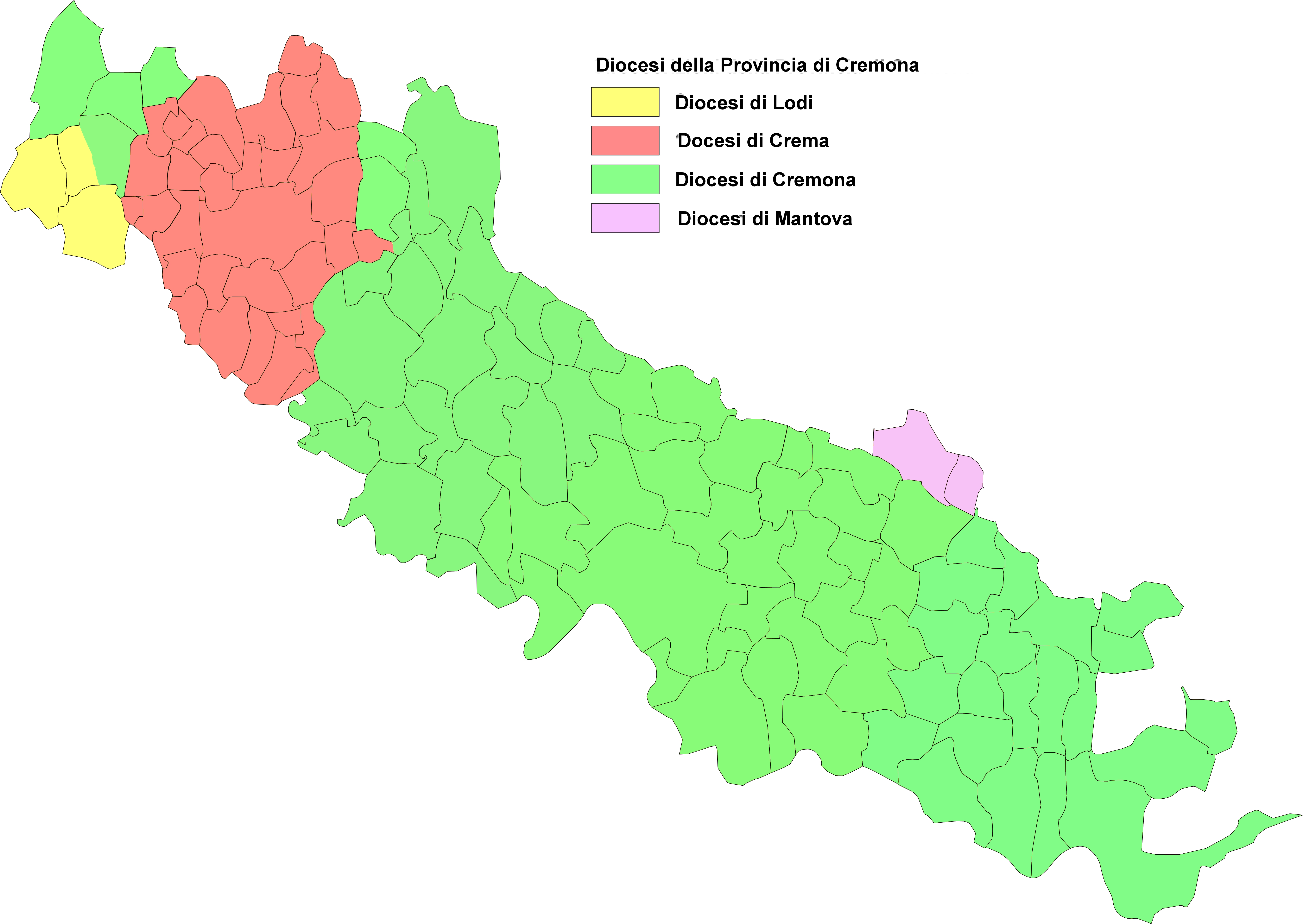
Suddivisione territoriale della Provincia per diocesi

Tradizionalmente, per ragioni storiche e morfologiche, la Provincia di Cremona è divisa in 4 aree agrarie tradizionali
- La circoscrizione di Cremona, il Cremonese, al centro-sud della provincia.
- La circoscrizione di Crema, il Cremasco, l'area settentrionale della provincia.
- La circoscrizione di Casalmaggiore, il Casalasco, a sud della provincia.
- La circoscrizione di Soresina, il Soresinese, ovvero la zona centro-nord della provincia.

## Geografia fisica

### Territorio
La Provincia di Cremona si presenta come una striscia di terra di pianura, stretta e allungata: circa 100 km separano Rivolta d'Adda, comune più a nord della provincia, da Casalmaggiore, comune più a sud della provincia.
I confini fisici sono in gran parte delimitati da alcuni grandi fiumi: l'Oglio a est, con l'eccezione dei comuni di Ostiano e Volongo, sulla riva sinistra del fiume, amministrativamente in Provincia di Cremona ma sotto la giurisdizione spirituale della diocesi di Mantova; e il viadanese, già in Provincia di Mantova benché posto sotto la diocesi di Cremona; il Po costituisce il limite meridionale; l'Adda divide la provincia di Cremona da quella di Lodi, con l'eccezione di alcuni comuni vicini al capoluogo lodigiano; i limiti con la provincia di Bergamo sono, invece, convenzionali. Altri fiumi attraversano il nord della provincia: il Serio e il Tormo, mentre il Mella costituisce per un breve tratto il confine con la provincia di Brescia. Una fitta rette idrografica di natura artificiale, costituita da canali e navigli caratterizza, inoltre, la campagna.
La provincia è totalmente priva di rilievi, ma il territorio è plasmato dalle valli fluviali, sia dei fiumi attuali sia di quelli relitti (Serio Morto, Morbasco, Delma, Lisso, ecc.) che hanno modulato la pianura con lievi ondulazioni e piccole depressioni profonde pochi metri rispetto al piano alluvionale.
Fa eccezione il Pianalto di Romanengo, un'area pleistocenica che si eleva per 10-15 metri con ondulazioni e avvallamenti.
I comuni dell'Alto Cremasco sorgono nella cosiddetta "linea delle risorgive", fascia di territorio di varia larghezza nella quale si passa dall'"alta pianura", dal suolo grossolano e permeabile, alla "bassa pianura" impermeabile e argillosa.

### Clima
Stante l'assenza di rilievi il clima è piuttosto omogeneo sull'intero territorio provinciale. Osservando i dati della stazione meteorologica di Cremona si nota che, in base ad un rilevamento trentennale tra il 1961 e il 1990, la temperatura media di gennaio si attesta a +1,7 °C; quella di luglio a +24,3 °C.
Le precipitazioni annue sono in linea di massima abbondanti, con picchi di maggior piovosità in autunno (ottobre e novembre) e minimi relativi in inverno (febbraio) e in estate (luglio). Le precipitazioni medie annue si aggirano sui 750 mm.
L'umidità relativa può generare nei mesi invernali il fenomeno della nebbia, accentuato in prossimità dei fiumi e dei corsi d'acqua.
| CREMONA             | Mesi | Mesi | Mesi | Mesi | Mesi | Mesi | Mesi | Mesi | Mesi | Mesi | Mesi | Mesi | Stagioni | Stagioni | Stagioni | Stagioni | Anno |
| CREMONA             | Gen  | Feb  | Mar  | Apr  | Mag  | Giu  | Lug  | Ago  | Set  | Ott  | Nov  | Dic  | Inv      | Pri      | Est      | Aut      | Anno |
| ------------------- | ---- | ---- | ---- | ---- | ---- | ---- | ---- | ---- | ---- | ---- | ---- | ---- | -------- | -------- | -------- | -------- | ---- |
| T. max. media (°C)  | 4,3  | 7,3  | 12,7 | 17,4 | 22,4 | 26,9 | 29,3 | 27,9 | 24,0 | 17,3 | 10,2 | 5,3  | 5,6      | 17,5     | 28,0     | 17,2     | 17,1 |
| T. min. media (°C)  | −1,0 | 1,0  | 4,9  | 8,6  | 13,0 | 16,8 | 19,2 | 18,1 | 15,5 | 9,9  | 4,6  | 0,1  | 0,0      | 8,8      | 18,0     | 10,0     | 9,2  |
| Precipitazioni (mm) | 64   | 51   | 61   | 61   | 68   | 60   | 46   | 64   | 53   | 91   | 86   | 55   | 170      | 190      | 170      | 230      | 760  |
| Giorni di pioggia   | 7    | 6    | 7    | 7    | 8    | 6    | 5    | 5    | 4    | 7    | 8    | 6    | 19       | 22       | 16       | 19       | 76   |

## Storia
I più antichi reperti archeologici rinvenuti nella provincia di Cremona sono ascrivibili al Mesolitico, ma solo nel Neolitico il territorio cremonese ospitò stabilmente delle popolazioni, dedite alla caccia e raccolta nonché all'agricoltura. Particolare importanza ebbe la cultura del Vho (nei pressi di Piadena), i cui appartenenti realizzarono villaggî palafitticoli lungo il corso inferiore dell'Oglio.
Durante le Età dei metalli si verificarono migrazioni verso la pianura Padana dalle zone transalpine: questi popoli, di origine celtica, controllarono il territorio cremonese, senza però stabilirvi insediamenti di grande rilievo. La zona nord-orientale della Provincia fu soggetta ai Galli Cenomani, staziatisi nel Bresciano e di cui vi sono poche testimonianze, concentrate prevalentemente a Piadena. La zona occidentale fu controllata dagli Insubri, ai quali appartenne la piazzaforte di Acerrae, probabilmente nei pressi dell'attuale Pizzighettone, ma della quale non sono state rinvenute testimonianze archeologiche.
La fondazione della colonia di Cremona, nel 218 a.C., primo insediamento romano a nord del fiume Po, si inserì come un cuneo tra le aree di influenza delle due popolazioni celtiche, permettendo ai nuovi arrivati -formalmente alleàti con i Cenomani- di conquistare progressivamente il territorio. L'ager cremonensis era compreso tra i fiumi Po, Adda e Oglio, fino all'attuale abitato di Trigolo. La parte orientale della Provincia appartenne invece probabilmente al territorio di Bergamo.
Una svolta nella storia politico-amministrativa del territorio si ebbe nell'alto Medioevo con l'invasione longobarda dell'Italia settentrionale: dopo la conquista di Cremona, nel 603 d.C., il territorio fu suddiviso tra i ducati longobardi di Bergamo, Brescia, Piacenza, il Gastaldato di Sospiro (Cremona) e il governo vescovile nella città stessa.
Il 25 maggio dell'anno 825 l'imperatore Lotario I promulga il capitolare di Corteolona che costituì le scuole imperiali, oltre a Pavia capitale del Regno d'Italia, anche Cremona ebbe la scuola di diritto, di retorica e arti liberali, ereditando la tradizione della scuola di diritto, fondata dall'imperatore romano Teodosio I; dalla sede cremonese dipendevano anche gli studenti di Piacenza, Parma, Reggio e Modena.
Tra il X e l'XI secolo la città di Cremona accrebbe il proprio potere: Matilde di Canossa donò al libero Comune l'Insula Fulcheria (ossia il Cremasco), mentre i vescovi della città ottennero importanti concessioni economiche dall'Imperatore.
Nel XIV secolo il Comune di Cremona raggiunse la sua massima estensione, oltrepassando i confini dell'antico ager romano e addirittura dell'odierna Provincia, spingendosi fino al Fosso bergamasco. Questo canale artificiale venne costruito per delimitare i possedimenti cremonesi da quelli bergamaschi e, più tardi, i territori soggetti all'influenza del Ducato di Milano da quelli appartenenti alla Repubblica di Venezia, che pure era riuscita a conquistare il Cremonese nel 1499, ma ne fu scacciata nel 1509.

### Storia della Provincia

I circondari della provincia di Cremona secondo il decreto Rattazzi

La provincia di Cremona venne istituita nel 1786 in applicazione della riforma amministrativa lombarda voluta dall'imperatore Giuseppe II, che tuttavia scorporò dal vecchio contado tutta l'area orientale sottoposta a Casalmaggiore, comunque riaggregata nel 1791. Dopo la parentesi napoleonica, durante il quale il dipartimento dell'Alto Po fu ampliato con Lodi e Crema, la provincia austriaca fu ripristinata nel 1815.
A dare alla provincia l'attuale configurazione territoriale fu, nel 1859, il Decreto Rattazzi, che ridisegnava la suddivisione amministrativa del Regno di Sardegna dopo l'annessione della Lombardia. La provincia fu suddivisa nei tre circondari di Cremona, di Casalmaggiore e di Crema.
Nel 1868 la provincia di Mantova, annessa al Regno d'Italia due anni prima, venne ripristinata all'estensione che aveva prima del 1859, e pertanto la provincia di Cremona le cedette alcuni comuni all'estremità orientale, ottenendo contemporaneamente il comune di Ostiano dalla provincia di Brescia.

### Referendum consultivi sulla fusione ed incorporazione di comuni
La tabella riepiloga i referendum consultivi per la fusione o incorporazione di comuni tenutisi a partire dall'anno 2018. In grassetto sono indicati i comuni che hanno approvato il quesito.
| Data del referendum             | Comuni                                                     | Iscritti            | Percentuale Elettiva | Favorevoli      | Contrari        | Denominazione nuovo comune                                  | Data di istituzione                                                                  |
| ------------------------------- | ---------------------------------------------------------- | ------------------- | -------------------- | --------------- | --------------- | ----------------------------------------------------------- | ------------------------------------------------------------------------------------ |
| 10 giugno 2018 (incorporazione) | Ca' d'Andrea Torre de' Picenardi                           | 359 1.483           | 59,6% 44,9%          | 87,4% 87,3%     | 11,7% 4,6%      | Torre de' Picenardi                                         | 1º gennaio 2019                                                                      |
| 24 giugno 2018 (fusione)        | Drizzona Piadena                                           | 457 2.744           | 49,9% 32,9%          | 66,7% 61,5%     | 32,9% 38,0%     | Piadena Drizzona                                            | 1º gennaio 2019                                                                      |
| 1º luglio 2018 (fusione)        | Castelleone Fiesco                                         | 7.586 935           | 21,1% 63,1%          | 92,3% 39,8%     | 7,2% 59,3%      | Castelleone / Castelleone e Fiesco / Castelleone-Fiesco     | proposta non accolta dagli elettori del comune di Fiesco                             |
| 12 settembre 2021 (fusione)     | Corte de' Frati Grontardo Olmeneta Scandolara Ripa d'Oglio | 1.189 1.328 789 433 | 39% 36% 53%          | 80% 64% 27% 33% | 20% 36% 73% 67% | Oglio Ciria / Oglio-Ciria                                   | proposta non accolta dagli elettori dei comuni di Olmeneta e Scandolara Ripa d'Oglio |
| 25 settembre 2023 (fusione)     | Pieve d'Olmi San Daniele Po                                | 1.116 1.403         | 52% 42%              | 28% 56%         | 72% 44%         | San Daniele Po - Pieve d’Olmi / Pieve Ripa Po / Pieve di Po | proposta non accolta dagli elettori del comune di Pieve d'Olmi                       |

### Simboli
Lo stemma della provincia riunisce i singoli stemmi delle tre principali città: Cremona, Crema e Casalmaggiore. La sua concessione avvenne con regio decreto del 28 marzo 1938 e regie lettere patenti del 10 giugno 1940 e fu trascritta il 28 luglio del 1938 presso l'Archivio di Stato di Roma.
Segue la blasonatura:

## Monumenti e luoghi di interesse

### Architetture religiose
- Duomo di Cremona
- Torrazzo di Cremona
- Duomo di Crema
- Basilica di Santa Maria della Croce a Crema
- Duomo di Casalmaggiore
- Santuario di Santa Maria della Misericordia (Castelleone)
- Chiesa di Santa Maria in Bressanoro (Castelleone)
- Santuario di Ariadello (Soresina)
- Chiesa di Santa Maria Assunta (Soncino)

### Architetture civili
- Città murate di Crema, Pizzighettone, Soncino
- Castello di Pandino
- Rocca Sforzesca di Soncino
- Torre Isso, Castelleone

### Aree naturali
- Parco Regionale dell'Adda Sud;
- Parco Regionale del Serio;
- Parco Regionale dell'Oglio Nord;
- Parco Regionale dell'Oglio Sud;
- Plis agricolo del Moso
- Plis del Fiume Tormo;
- Plis dei Fontanili;
- Plis di Romanengo e dei Navigli Cremonesi;
- Plis di Ariadello e della Valle dei Navigli;
- Plis della Valle del Serio Morto;
- Plis del Po e del Morbasco;
- Plis della Golena del Po;
- Riserva naturale Adda Morta - Lanca della Rotta;
- Riserva naturale Bosco de l'Isola
- Riserva naturale Bosco della Marisca;
- Riserva naturale Bosco di Barco;
- Riserva naturale Bosco Ronchetti;
- Riserva naturale Isola Uccellanda;
- Riserva naturale Lanca di Gabbioneta;
- Riserva naturale Lanca di Gerole;
- Riserva naturale Lanche di Azzanello;
- Riserva naturale Le Bine;
- Riserva naturale Naviglio di Melotta;
- Riserva Regionale Palata Menasciutto;
- Monumento naturale Bodrio della Cà dei Gatti;
- Monumento naturale Bodrio della Cascina Margherita;
- Monumento naturale Bodrio delle Gerre;
- Monumento naturale I Lagazzi.

La Provincia di Cremona gestisce, inoltre, una stazione sperimentale per la conservazione della flora di pianura, meglio nota come "Bosco Didattico", posta nel comune di Castelleone.

### Piste ciclabili
- Golena del Po (62 km);
- Città Murate (Pizzighettone-Soresina-Soncino, 39 km);
- Ciclabile del Canale Vacchelli (Genivolta-Crema-Spino d'Adda, 35 km);
- Ciclabile dei Navigli (Cremona-Casalbuttano-Genivolta, 26 km);
- Antica Strada Regina (Cremona-Soresina, 26 km);
- Greenway dell'Adda Sud (25 km)[22].

## Società

### Evoluzione demografica
Abitanti censiti (migliaia)
Secondo l'Agenzia europea dell'ambiente, nel 2020 Cremona è stata la provincia italiana col maggior numero di decessi causati dal particolato fine PM 2.5 (tra i 150 e 200 decessi ogni 100.000 residenti). Al 2023 è risultata la quarta città più inquinata in Europa e la prima in Italia.

### Etnie
Gli stranieri residenti in provincia di Cremona al 31 dicembre 2019 sono 43 097 e rappresentano il 12% della popolazione residente; le dieci comunità più rappresentate sonoː
- Romaniaː 11 877;
- Indiaː 6 667;
- Maroccoː 4 273;
- Albaniaː 3 377;
- Egittoː 2 553;
- Nigeriaː 1 375;
- Cinaː 1 363;
- Ucrainaː 1 053;
- Senegalː 830;
- Ghanaː 795.

### Istituzioni, enti e associazioni

#### Sanità
Con la Legge regionale 23/2015 l'intera provincia di Cremona è stata inserita nell'Agenzia di Tutela della Salute (ATS) Val Padana all'interno della quale sono state istituite le due Aziende Socio-Sanitarie Territoriali (ASST) di Crema e Cremona.
Questi i presidi ospedalieri pubblici:
- Ospedale "Maggiore" di Crema;
- Ospedale Santa Marta di Rivolta d'Adda;
- Ospedale di Cremona;
- Ospedale "Oglio-Po" di Casalmaggiore.

## Geografia antropica

### Comuni

I comuni della Provincia di Cremona

Appartengono alla provincia di Cremona i seguenti 113 comuni: 
- Acquanegra Cremonese
- Agnadello
- Annicco
- Azzanello
- Bagnolo Cremasco
- Bonemerse
- Bordolano
- Calvatone
- Camisano
- Campagnola Cremasca
- Capergnanica
- Cappella Cantone
- Cappella de' Picenardi
- Capralba
- Casalbuttano ed Uniti
- Casale Cremasco-Vidolasco
- Casaletto Ceredano
- Casaletto Vaprio
- Casaletto di Sopra
- Casalmaggiore
- Casalmorano
- Castel Gabbiano
- Casteldidone
- Castelleone
- Castelverde
- Castelvisconti
- Cella Dati
- Chieve
- Cicognolo
- Cingia de' Botti
- Corte de' Cortesi con Cignone
- Corte de' Frati
- Credera Rubbiano
- Crema
- Cremona
- Cremosano
- Crotta d'Adda
- Cumignano sul Naviglio
- Derovere
- Dovera
- Fiesco
- Formigara
- Gabbioneta-Binanuova
- Gadesco-Pieve Delmona
- Genivolta
- Gerre de' Caprioli
- Gombito
- Grontardo
- Grumello Cremonese ed Uniti
- Gussola
- Isola Dovarese
- Izano
- Madignano
- Malagnino
- Martignana di Po
- Monte Cremasco
- Montodine
- Moscazzano
- Motta Baluffi
- Offanengo
- Olmeneta
- Ostiano
- Paderno Ponchielli
- Palazzo Pignano
- Pandino
- Persico Dosimo
- Pescarolo ed Uniti
- Pessina Cremonese
- Piadena Drizzona
- Pianengo
- Pieranica
- Pieve San Giacomo
- Pieve d'Olmi
- Pizzighettone
- Pozzaglio ed Uniti
- Quintano
- Ricengo
- Ripalta Arpina
- Ripalta Cremasca
- Ripalta Guerina
- Rivarolo del Re ed Uniti
- Rivolta d'Adda
- Robecco d'Oglio
- Romanengo
- Salvirola
- San Bassano
- San Daniele Po
- San Giovanni in Croce
- San Martino del Lago
- Scandolara Ravara
- Scandolara Ripa d'Oglio
- Sergnano
- Sesto ed Uniti
- Solarolo Rainerio
- Soncino
- Soresina
- Sospiro
- Spinadesco
- Spineda
- Spino d'Adda
- Stagno Lombardo
- Ticengo
- Torlino Vimercati
- Tornata
- Torre de' Picenardi
- Torricella del Pizzo
- Trescore Cremasco
- Trigolo
- Vaiano Cremasco
- Vailate
- Vescovato
- Volongo
- Voltido

### Comuni più popolosi

Popolazione residente dei comuni della Provincia di Cremona (dati aggiornati al 1/1/2024)

Di seguito è riportata la lista dei dieci principali comuni della provincia di Cremona ordinati per numero di abitanti.
| Pos. | Stemma | Comune di      | Popolazione (ab) | Superficie (km²) | Densità (ab/km²) | Altitudine (m s.l.m.) |
| ---- | ------ | -------------- | ---------------- | ---------------- | ---------------- | --------------------- |
| 1º   |        | Cremona        | 71 111           | 70,39            | 1 010            | 45                    |
| 2º   |        | Crema          | 34 020           | 34,63            | 982              | 79                    |
| 3º   |        | Casalmaggiore  | 15 131           | 63,69            | 238              | 26                    |
| 4º   |        | Castelleone    | 9 330            | 45,03            | 207              | 66                    |
| 5º   |        | Soresina       | 9 196            | 28,57            | 322              | 69                    |
| 6º   |        | Pandino        | 8 905            | 22,3             | 399              | 85                    |
| 7º   |        | Rivolta d'Adda | 8 308            | 30,4             | 273              | 101                   |
| 8º   |        | Soncino        | 7 532            | 45,32            | 166              | 89                    |
| 9º   |        | Spino d'Adda   | 7 001            | 19,87            | 352              | 84                    |
| 10º  |        | Pizzighettone  | 6 223            | 32,06            | 194              | 46                    |

## Economia

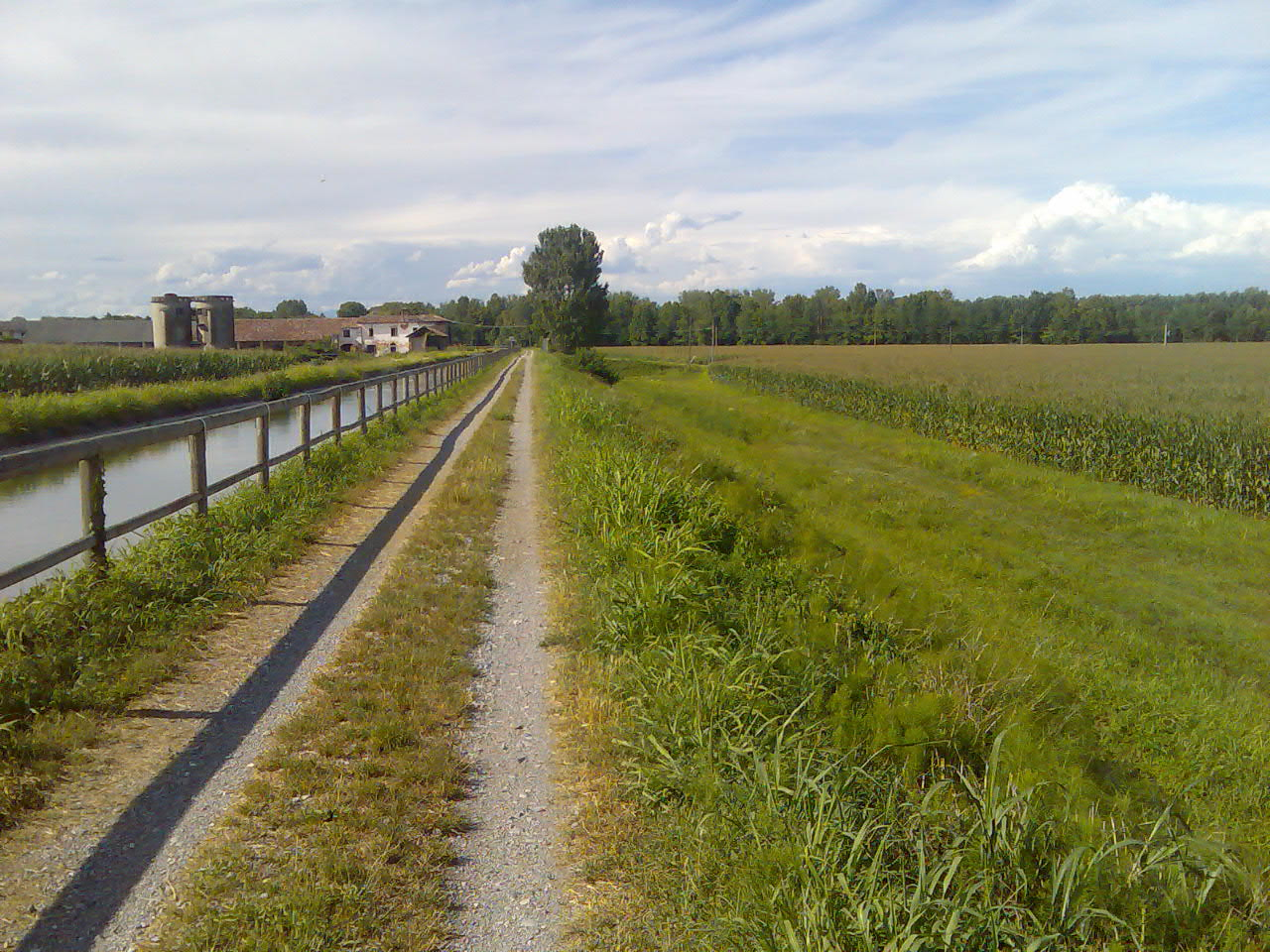
Panorama tipico della campagna cremonese, con una cascina e campi coltivati a mais.

Un tempo zona esclusivamente agricola, ora pur mantenendo questa vocazione, la provincia di Cremona presenta anche un notevole sviluppo industriale e artigianale.
Le colture più diffuse sono il frumento, il mais, le barbabietole da zucchero, la soia, le zucche, i pomodori. 
Assai sviluppato è l'allevamento, bovino e suino. Vi sono numerose industrie alimentari per la produzione di salumi, dolciumi, pasta, formaggi e derivati del latte, ecc.
Vi è la presenza di un'industria meccanica, una petrolifera e una energetica, la maggior parte concentrate presso il capoluogo e presso i centri maggiori, Crema in modo particolare.
L'artigianato è famoso per la produzione di strumenti ad arco (in particolare violini), di dolciumi (come il torrone), la pasta con i tortelli di zucca nel Casalasco e i tortelli dolci del Cremasco; altrettanto famosa è la mostarda cremonese.
La presenza del Porto-Canale è utile all'approdo delle chiatte che risalgono il fiume Po.

## Infrastrutture e trasporti

### Strade
Con l'introduzione del decreto legislativo n. 112 del 1998 tutte le strade statali che interessavano la provincia sono ora di competenza provinciale. Nel contempo l'amministrazione provinciale ha operato una serie di declassamenti di strade provinciali, cedute ai comuni. A seguito dell'entrata in vigore del Decreto del Presidente del Consiglio dei Ministri del 21 novembre 2019 alcune strade nel 2021 sono ritornate in capo all'Anas.

 Torino - Brescia: è l'unica autostrada che scorre sul territorio provinciale per 18 km; l'unico casello è quello di Cremona, mentre quello di Pontevico-Robecco, pur avendo una doppia denominazione, si trova in territorio bresciano.

### Ferrovie
La Provincia di Cremona è interessata dalle seguenti linee ferroviarie:
- Treviglio-Cremona, che percorre il territorio provinciale per 55 km;
- Ferrovia Parma-Brescia, che percorre il territorio provinciale per 21 km;
- Ferrovia Pavia-Cremona, che si sviluppa sul territorio provinciale per 20 km e che presenta alcuni raccordi di varia lunghezza che collegano il piazzale di interscambio di Cavatigozzi con il porto di Cremona e con l'acciaieria Arvedi;
- Ferrovia Cremona-Mantova, con 36 km sul territorio provinciale;
- Ferrovia Brescia-Cremona, con 17 km sul territorio provinciale;
- Ferrovia Cremona-Fidenza, con 3 km sul territorio provinciale;
- Ferrovia Piacenza-Cremona, con 3 km sul territorio provinciale; coincide con la Cremona-Fidenza e si divide a Castelvetro Piacentino.

In passato, tra il 1914 e il 1956, dalla Stazione di Cremona Porta Milano, si diramava la linea per Soncino e Iseo.

#### Tramvie dismesse
A cavallo tra i secoli XIX e XX, la provincia di Cremona fu interessata anche da diverse linee tranviarie extraurbane:
- la Ca' de Soresini-San Giovanni in Croce;
- la Casalmaggiore-Ponte Majocche;
- la Cremona-Asola;
- la Cremona-Casalmaggiore;
- la Cremona-Lugagnano;
- la Cremona-Ostiano;
- la Lodi-Crema-Soncino;
- la Lodi-Treviglio-Bergamo;
- la Piacenza-Cremona.

### Porti
A ovest di Cremona sorge il porto fluviale più occidentale della Pianura Padana realizzato attorno ad un bacino artificiale connesso al fiume Po attraverso una conca di navigazione. Vi sorgono aree di stoccaggio, magazzini e gru per la movimentazione e il trasporto delle merci provenienti dai servizi di trasporto fluviale che si snoda tra l'Adriatico e Cremona. Il porto è collegato alla ferrovia Pavia-Mantova tramite un raccordo di 750 metri.
Presso il porto di Cremona sorgono pure le infrastrutture per l'attracco di imbarcazioni da diporto e navi da crociera; queste ultime svolgono servizio, principalmente nei mesi estivi, tra i porti di Cremona, Mantova e Venezia.
È attivo anche un servizio di navigazione per fini turistici lungo il fiume Adda tra Pizzighettone e Lodi; fino al 2016 il servizio era compiuto usufruendo della motonave "Mattei" fino a Formigara; l'imbarcazione è stata recuperata e destinata al rimessaggio nel mese di febbraio 2017. nel mese di aprile è entrato in servizio il pontone "Capinera", più adatto ai bassi fondali del fiume, permettendo così di estendere il percorso coperto.

### Aeroporti
L'unico aeroporto esistente è l'Aeroporto di Cremona-Migliaro gestito dall'Aeroclub di Cremona ed è utilizzato dagli aeromobili da turismo.

## Cultura

### Università
Queste le Università e gli Istituti di alta formazione artistica, musicale e coreutica presenti in provincia di Cremona
- Crema: Università degli studi di Milano - Corso di laurea triennale in “Infermieristica”.
- Cremona: Politecnico di Milano - Corsi di laurea triennale in “Ingegneria informatica” e “Ingegneria gestionale”; corso di laurea magistrale in “Music and acoustic engineering”.
- Cremona: Università Cattolica del Sacro Cuore:
  - Corso di laurea triennale in “Scienze e tecnologie alimentari”; corsi laurea magistrale in “Economia e gestione del sistema agro-alimentare” e “Food processing:innovation and tradition”.
  - Corso di laurea triennale in “Economia aziendale”.
  - Master di secondo livello in "Agri-food business" e master di primo livello in “Qualificazione di tecnici commerciali e marketing delle agro-forniture”.
- Cremona: Università degli Studi di Pavia:
  - Corsi di laurea triennale in “Musicologia”, “Lettere e beni culturali” e “Scienze letterarie e dei beni culturali”; corso di laurea magistrale a ciclo unico in “Conservazione e restauro dei beni culturali”.
  - Corso di laurea magistrale in “Storia e valorizzazione dei beni culturali” e “Musicologia”.
- Cremona: Università degli Studi di Brescia:
  - Corso di laurea triennale in “Infermieristica” e “Assistenza sanitaria”.
  - Corso di laurea triennale in “Fisioterapia”.
- Cremona: Istituto Superiore di Studi Musicali “Claudio Monteverdi”/Conservatorio di musica di Cremona - Corsi propedeutici e accademici.

### Musei
- Cremona, Collezione di Archi di Palazzo Comunale;
- Cremona, Museo Archeologico;
- Cremona, Museo civico Ala Ponzone;
- Cremona, Museo Civico di Storia Naturale;
- Cremona, Museo della Chiesa Cattedrale;
- Cremona, Museo della Civiltà Contadina Il Cambonino Vecchio;
- Cremona, Museo Organologico Didattico;
- Cremona, Museo Stradivariano;
- Casalbuttano, Stanza egizia di palazzo Turina;
- Casalmaggiore, Museo del Bijou;
- Casalmaggiore, Museo Diotti;
- Castelleone, Museo Civico;
- Castelleone, Stazione Sperimentale di Ecologia Applicata per la Conservazione della Flora e della Fauna;
- Castelponzone, Museo dei cordai;
- Crema, Museo civico di Crema e del Cremasco;
- Isola Dovarese, Museo della Civiltà Contadina e Artigiana;
- Madignano, Museo della Civiltà Contadina e dell'Attività Molitoria "Mulino di Sopra";
- Offanengo, Museo della Civiltà Contadina;
- Ostiano, Museo civioo;
- Paderno Ponchielli, Museo Civico Ponchielliano;
- Pescarolo, Museo del Lino;
- Piadena, Museo Civico Archeologico Antiquarium Platina
- Pizzighettone, museo civico;
- San Daniele Po, Museo Naturalistico Paleontologico;
- Soncino, Museo Archeologico;
- Soncino, Museo della seta;
- Soncino, Museo della Stampa;
- Soncino, Museo del Risorgimento italiano;
- Soresina, Musei soresinesi;
- Torricella del Pizzo, Museo amarcord degli strumenti musicali meccanici.

La provincia di Cremona, inoltre, ha creato "Il territorio come ecomuseo", nuclei territoriali per illustrare e conservare le associazioni tra le opere dell'uomo e le caratteristiche ambientali e morfologiche.

## Amministrazioni
Il Presidente della Provincia in carica è Paolo Mirko Signoroni, Sindaco di Dovera.